# Crabronidae
Crabronidae Latreille, 1802 è una famiglia di insetti imenotteri apoidei.

## Tassonomia
Comprende le seguenti sottofamiglie:
- Sottofamiglia Ammophilinae André, 1886
  - Tribù Ammophilini
    - Ammophila Kirby, 1798
- Sottofamiglia Astatinae Lepeletier de Saint Fargeau, 1845
  - Astata Latreille, 1797
  - Diploplectron W. Fox, 1893
  - Dryudella Spinola, 1843
  - Uniplectron F. Parker, 1966
- Sottofamiglia Bembicinae Latreille, 1802
  - Tribù Alyssontini Dalla Torre, 1897
    - Alysson Panzer, 1806
    - Analysson Krombein, 1985
    - Didineis Wesmael, 1852

  - Tribù Bembicini Dalla Torre, 1897
    - Sottotribù Bembicina Latreille, 1802
      - Bembix Fabricius, 1775
      - Bicyrtes Lepeletier de Saint Fargeau, 1845
      - Carlobembix Willink, 1958
      - Editha J. Parker, 1929
      - Hemidula Burmeister, 1874
      - Microbembex Patton, 1979
      - Rubrica J. Parker, 1929
      - Selman J. Parker, 1929
      - Stictia Illiger, 1807
      - Trichostictia J. Parker, 1929
      - Zyzzyx Pate, 1837

    - Sottotribù Exeirina de Dalla Torre, 1897
      - Argogorytes Ashmead, 1899
      - Clitemnestra Spinola, 1851
      - Exeirus Shuckard, 1838
      - Neogorytes R. Bohart, 1976
      - Olgia Radoszkowski, 1877
      - Paraphilanthus Vardy, 1995

    - Sottotribù Gorytina Lepeletier de Saint Fargeau, 1845
      - Afrogorytes Menke, 1967
      - Allogorytes R. Bohart, 2000
      - Arigorytes Rohwer, 1912
      - Aroliagorytes R. Bohart, 2000
      - Austrogorytes R. Bohart, 1967
      - Biamogorytes Nemkov, 1990 †
      - Eogorytes R. Bohart, 1976
      - Epigorytes R. Bohart, 2000
      - Gorytes Latreille, 1805
      - Hapalomellinus Ashmead, 1899
      - Harpactostigma Ashmead, 1899
      - Harpactus Shuckard, 1837
      - Hoplisoides Gribodo, 1884
      - Lestiphorus Lepeletier de Saint Fargeau, 1832
      - Leurogorytes R. Bohart, 2000
      - Liogorytes R. Bohart, 1967
      - Megistommum W. Schulz, 1906
      - Oryttus Spinola, 1836
      - Psammaecius Lepeletier de Saint Fargeau, 1832
      - Psammaletes Pate, 1936
      - Sagenista R. Bohart, 1967
      - Saygorytes Nemkov, 2007
      - Stenogorytes Schrottky, 1911
      - Stethogorytes R. Bohart, 2000,
      - Tretogorytes R. Bohart, 2000
      - Trichogorytes Rohwer, 1912
      - Xerogorytes R. Bohart, 1976

    - Sottotribù Handlirschiina Nemkov & Lelej, 1996
      - Handlirschia Kohl, 1897
      - Pterygorytes R. Bohart, 1967

    - Sottotribù Spheciina Nemkov & Lelej, 1996
      - Ammatomus A. Costa, 1859
      - Kohlia Handlirsch, 1895
      - Sphecius Dahlbom, 1843
      - Tanyoprymnus Cameron, 1905

    - Sottotribù Stictiellina R. Bohart & Horning, 1971
      - Chilostictia Gillaspy, 1983
      - Glenostictia Gillaspy, 1962
      - Microstictia Gillaspy, 1963
      - Steniolia Say, 1837
      - Stictiella J. Parker, 1917
      - Xerostictia Gillaspy, 1963

    - Sottotribù Stizina A. Costa, 1859
      - Bembecinus A. Costa, 1859
      - Stizoides Guérin-Méneville, 1844
      - Stizus Latreille, 1802

  - Tribù Heliocausina Handlirsch, 1925
    - Acanthocausus Fritz & Toro, 1977
    - Heliocausus Kohl, 1892
    - Tiguipa Fritz & Toro, 1976

  - Tribù Nyssonini Latreille, 1804
    - Sottotribù Nurseina Nemkov & Lelej, 2013
      - Nippononysson Yasumatsu & Maidl, 1936
      - Nursea Cameron, 1902

    - Sottotribù Nyssonina Latreille, 1804
      - Acanthostethus Smith, 1869
      - Antomartinezius Fritz, 1955
      - Brachystegus A. Costa, 1859
      - Cresson Pate, 1938
      - Epinysson Pate, 1935
      - Foxia Ashmead, 1898
      - Hovanysson Arnold, 1945
      - Hyponysson Cresson, 1882
      - Idionysson Pate, 1940
      - Losada Pate, 1940
      - Metanysson Ashmead, 1899
      - Neonysson R. Bohart, 1968
      - Nysson Latreille, 1802
      - Perisson Pate, 1938
      - Zanysson Rohwer, 1921
- Sottofamiglia Crabroninae Latreille, 1802
  - Tribù Bothynostethini W. Fox, 1894
    - Sottotribù Bothynostethina W. Fox, 1894
      - Bothynostethus Kohl, 1894
      - Sanaviron Vardy, 1987
      - Willinkiella Menke, 1968

    - Sottotribù Scapheutina Menke, 1968
      - Bohartella Menke, 1968
      - Scapheutes Handlirsch, 1887

  - Tribù Crabronini Latreille, 1802
    - Sottotribù Anacrabronina Ashmead, 1899
      - Anacrabro Packard, 1866
      - Encopognathus Kohl, 1897
      - Entomocrabro Kohl, 1905
      - Entomognathus Dahlbom, 1844

    - Sottotribù Crabronina Latreille, 1802
      - Alinia Antropov, 1993
      - Arnoldita Pate, 1948
      - Chimila Pate, 1944
      - Chimiloides Leclercq, 1951
      - Crabro Fabricius, 1775
      - Crorhopalum Tsuneki, 1984
      - Crossocerus Lepeletier de Saint Fargeau & Brullé, 1835
      - Dasyproctus Lepeletier de Saint Fargeau & Brullé, 1835
      - Echucoides Leclercq, 1957
      - Ectemnius Dahlbom, 1845
      - Enoplolindenius Rohwer, 1911
      - Eupliloides Pate, 1946
      - Foxita Pate, 1942
      - Hingstoniola Turner & Waterston, 1926
      - Holcorhopalum Cameron, 1904
      - Huacrabro Leclercq, 2000
      - Huaeva Pate, 1948
      - Isorhopalum Leclercq, 1963
      - Krombeinictus Leclercq, 1996
      - Leclercqia Tsuneki, 1968
      - Lecrenierus Leclercq, 1977
      - Lestica Billberg, 1820
      - Lindenius Lepeletier de Saint Fargeau & Brullé, 1835
      - Minicrabro Leclercq, 2003
      - Moniaecera Ashmead, 1899
      - Neodasyproctus Arnold, 1926
      - Notocrabro Leclercq, 1951
      - Odontocrabro Tsuneki, 1971
      - Pae Pate, 1944
      - Papurus Tsuneki, 1983
      - Parataruma Kimsey, 1982
      - Pericrabro Leclercq, 1954
      - Piyuma Pate, 1944
      - Piyumoides Leclercq, 1963
      - Podagritoides Leclercq, 1957
      - Podagritus Spinola, 1851
      - Pseudoturneria Leclercq, 1954
      - Quexua Pate, 1942
      - Rhopalum Stephens, 1829
      - Tracheliodes A. Morawitz, 1866
      - Tsunekiola Antropov, 1986
      - Vechtia Pate, 1944
      - Williamsita Pate, 1947
      - Zutrhopalum Leclercq, 1998

  - Tribù Larrini Latreille, 1810
    - Sottotribù Gastrosericina André, 1886
      - Ancistromma W. Fox, 1893
      - Gastrosericus Spinola, 1839
      - Holotachysphex de Beaumont, 1940
      - Kohliella Brauns, 1910
      - Larropsis Patton, 1892
      - Parapiagetia Kohl, 1897
      - Prosopigastra A. Costa, 1867
      - Tachysphex Kohl, 1883
      - Tachytella Brauns, 1906
      - Tachytes Panzer, 1806

    - Sottotribù Larrina Latreille, 1810
      - Dalara Ritsema, 1884
      - Dicranorhina Shuckard, 1840
      - Larra Fabricius, 1793
      - Liris Fabricius, 1804
      - Megalara Kimsey & Ohl, 2012
      - Paraliris Kohl, 1884

  - Tribù Miscophini W. Fox, 1894
    - Aha Menke, 1977
    - Auchenophorus R. Turner, 1907
    - Larrissa Pulawski, 2012
    - Larrisson Menke, 1967
    - Lyroda Say, 1837
    - Miscophoidellus Menke, 1976
    - Miscophoides Brauns, 1897
    - Miscophus Jurine, 1807
    - Namiscophus Lomholdt, 1985
    - Nitela Latreille, 1809
    - Paranysson Guérin-Méneville, 1844
    - Plenoculus W. Fox, 1893
    - Saliostethoides Arnold, 1924
    - Saliostethus Brauns, 1897,
    - Sericophorus F. Smith, 1851
    - Solierella Spinola, 1851
    - Sphodrotes Kohl, 1889

  - Tribù Oxybelini Leach, 1815
    - Belarnoldus Antropov, 2007
    - Belokohlus Antropov, 2007
    - Belomicrinus Antropov, 2000
    - Belomicroides Kohl, 1899
    - Belomicrus A. Costa, 1871
    - Brimocelus Arnold, 1927
    - Enchemicrum Pate, 1929
    - Gessus Antropov, 2001
    - Guichardus Antropov, 2007
    - Minimicroides Antropov, 2000
    - Nototis Arnold, 1927
    - Oxybelomorpha Brauns, 1897
    - Oxybelus Latreille, 1797
    - Pseudomicroides Antropov, 2001
    - Wojus Antropov, 1999.

  - Tribù Palarini Schrottky, 1909
    - Mesopalarus Brauns, 1899
    - Palarus Latreille, 1802

  - Tribù Protomicroidini Schrottky, 1909 †
    - Protomicroides Antropov, 2010 †

  - Tribù Trypoxylini Lepeletier de Saint Fargeau, 1845
    - Aulacophilinus Lomholdt, 1980
    - Aulacophilus F. Smith, 1869
    - Eopison Nel, 2005 †
    - Megapison Zhang, 1989 †
    - Pison Jurine, 1808
    - Pisonopsis W. Fox, 1893
    - Pisoxylon Menke, 1968
    - Trypoxylon Latreille, 1796
- Sottofamiglia Dinetinae W. Fox, 1895
  - Dinetus Panzer, 1806
- Sottofamiglia Eremiaspheciinae Menke, 1967
  - Tribù Eremiaspheciini Menke, 1967
    - Eremiasphecium Kohl, 1897

  - Tribù Laphyragogini R. Bohart & Menke, 1976
    - Laphyragogus Kohl, 1889
- Sottofamiglia Mellininae Latreille, 1802
  - Tribù Mellinini Latreille, 1802
    - Mellinus Fabricius, 1790

  - Tribù Xenosphecini F. Parker, 1966
    - Xenosphex F. Williams, 1954
- Sottofamiglia Pemphredoninae Latreille, 1802
  - Tribù Entomosericini Latreille, 1802
    - Entomosericus Dahlbom, 1845

  - Tribù Odontosphecini Menke, 1967
    - Odontosphex Arnold, 1951

  - Tribù Palangini Antropov, 2011 †
    - Palanga Budrys, 1993 †

  - Tribù Pemphredonini Dahlbom, 1835
    - Sottotribù Ammoplanina Evans, 1959
      - Ammoplanellus Gussakovskij, 1931
      - Ammoplanops Gussakovskij, 1931
      - Ammoplanus Giraud, 1869
      - Ammostigmus Antropov, 2010
      - Mohavena Pate, 1939
      - Parammoplanus Pate, 1939
      - Protostigmus Turner, 1918
      - Pulverro Pate, 1937
      - Riparena Pate, 1939
      - Timberlakena Pate, 1939

    - Sottotribù Pemphredonina Dahlbom, 1835
      - Diodontus Curtis, 1834
      - Passaloecus Shuckard, 1837
      - Pemphredon (Hong, 1984)
      - Polemistus de Saussure, 1892
      - Rovnoecus Antropov, 2009 †

    - Sottotribù Spilomenina Menke, 1989
      - Arpactophilus F. Smith, 1863
      - Microstigmus Ducke, 1907
      - Palarpactophilus Ohl & Bennett, 2009 †
      - Spilomena Shuckard, 1838
      - Xysma Pate, 1937

    - Sottotribù Stigmina R. Bohart & Menke, 1976
      - Allostigmus Melo & Naumann, 1999
      - Araucastigmus Finnamore, 1995
      - Aykhustigmus Finnamore, 1995
      - Ceratostigmus Melo & Naumann, 1999
      - Carinostigmus Tsuneki, 1954
      - Incastigmus Finnamore, 1995
      - Llaqhastigmus Finnamore, 1995
      - Paracrabro Turner, 1907
      - Parastigmus Antropov, 1992
      - Stigmus Panzer, 1804
      - Tzustigmus Finnamore, 1995

  - Tribù Psenini A. Costa, 1858
    - Ammopsen Krombein, 1959
    - Deinomimesa Perkins, 1899
    - Lithium Finnamore, 1987
    - Mimesa Shuckard, 1937
    - Mimumesa Malloch, 1933
    - Nesomimesa Malloch, 1933
    - Odontopsen Tsuneki, 1964
    - Pluto Pate, 1937
    - Psen Latreille, 1796
    - Pseneo Malloch, 1933
    - Psenulus Kohl, 1897

  - Fossili non assegnati a Tribù:
    - Cretoecus Budrys, 1993 †
    - Cretospilomena Antropov, 2000 †
    - Eomimesa Budrys, 1993 †
    - Eopinoecus Budrys, 1993 †
    - Eoxyloecus Budrys, 1993 †
    - Iwestia Rasnitsyn & Jarzembowski, 1998 †
    - Lisponema Evans, 1969 †
    - Pittoecus Evans, 1973 †
    - Prolemistus Antropov, 2000 †
    - Psolimena Antropov, 2000 †
    - Succinoecus Budrys, 1993 †
- Sottofamiglia Philanthinae Latreille, 1802
  - Tribù Aphilanthopini R. Bohart, 1966
    - Aphilanthops Patton, 1881
    - Clypeadonv Patton, 1897

  - Tribù Cercerini Lepeletier de Saint Fargeau, 1845
    - Cerceris Latreille, 1802
    - Eucerceris Cresson, 1865

  - Tribù Philanthini Latreille, 1802
    - Sottotribù Philanthina Latreille, 1802
      - Philanthus Fabricius, 1790
      - Prophilanthus, Cockerell, 1906 †
      - Trachypus Klug, 1810

    - Sottotribù Philanthina Latreille, 1802
      - Philanthinus ̧ de Beaumont, 1949

  - Tribù Pseudoscoliini Menke, 1967
    - Pseudoscolia Radoszkowski, 1876